# Convento de Santo António (Portalegre)
O Convento de Santo António localiza-se no sítio dos Cidraes, na atual freguesia de Sé e São Lourenço, ao norte da cidade e no Município de Portalegre, no Distrito de Portalegre, em Portugal.
Está classificado como Monumento de Interesse Municipal desde 2022.

## História
Foi fundado em 1570, para ali se transferindo, com licença do bispo D. André de Noronha, os frades de Santo António da Ribeira de Nisa.
Ao longo dos séculos, o edifício mudou de mãos diversas vezes. Ali funcionou uma fábrica de curtumes, uma de casimira de lã, um asilo-escola para rapazes, o Colégio Diocesano e Centro de Saúde Mental até ficar ao abandono.
Dentro da cerca do convento, que data do século XVI, existe, ainda hoje, uma das antigas propriedades dos Viscondes dos Cidraes em Portalegre.

## Características
Internamente a igreja do convento possuía três altares - o de Santo António, da Senhora da Piedade e o da Senhora do Carmo. Existe ainda numa pequena capela lateral, a representação de um grupo de frades, chorando a morte do santo.